# Chaetacosta vittithorax
Chaetacosta vittithorax là một loài bọ cánh cứng trong họ Cerambycidae.